# Clasificarea familiei Calliphoridae
| Familia       | Subfamilia                       | Gen                                      | Specie                                             |
| Calliphoridae | Calliphorinae                    | Lucilia Robineau-Desvoidy, 1830          | Lucilia ampullaceal Villneuve,1922                 |
| Calliphoridae | Calliphorinae                    | Lucilia Robineau-Desvoidy, 1830          | Lucilia caesar (Linnaeus, 1758)                    |
| Calliphoridae | Calliphorinae                    | Lucilia Robineau-Desvoidy, 1830          | Lucilia illustris (Meigen, 1826)                   |
| Calliphoridae | Calliphorinae                    | Phaenicia Robineau-Desvoidy, 1863        | Phaenicia pilosiventris (Kramer, 1919)             |
| Calliphoridae | Calliphorinae                    | Phaenicia Robineau-Desvoidy, 1863        | Phaenicia regalis (Meigen, 1826)                   |
| Calliphoridae | Calliphorinae                    | Phaenicia Robineau-Desvoidy, 1863        | Phaenicia sericata (Meigen, 1826)                  |
| Calliphoridae | Calliphorinae                    | Bufolucilia Townsend, 1919               | Bufolucilia bufonivora (Moniez, 1876)              |
| Calliphoridae | Calliphorinae                    | Bufolucilia Townsend, 1919               | Bufolucilia silvarum (Meigen, 1826)                |
| Calliphoridae | Calliphorinae                    | Melinda Robineau-Desvoidy, 1830          | Melinda agilis (Meigen, 1826)                      |
| Calliphoridae | Calliphorinae                    | Melinda Robineau-Desvoidy, 1830          | Melinda biseta (Mueller, 1922)                     |
| Calliphoridae | Calliphorinae                    | Melinda Robineau-Desvoidy, 1830          | Melinda caerulea (Meigen, 1826)                    |
| Calliphoridae | Calliphorinae                    | Melinda Robineau-Desvoidy, 1830          | Melinda gentilis Robineau-Desvoidy, 1830           |
| Calliphoridae | Calliphorinae                    | Melinda Robineau-Desvoidy, 1830          | Melinda pusilla (Meigen, 1826)                     |
| Calliphoridae | Calliphorinae                    | Calliphora Robineau-Desvoidy, 1830       |                                                    |
| Calliphoridae | Calliphorinae                    | Calliphora loewi Enderlein, 1903         |                                                    |
| Calliphoridae | Calliphorinae                    | Calliphora uralensis Villneuve,1922      |                                                    |
| Calliphoridae | Calliphorinae                    | Acrophaga vicina Robineau-Desvoidy, 1830 |                                                    |
| Calliphoridae | Calliphorinae                    | Calliphora vomitoria (Linnaeus, 1758)    |                                                    |
| Calliphoridae | Calliphorinae                    | Acrophaga Brauer și Bergenstamm, 1891    | Acrophaga subalpine Ringdahl, 1931                 |
| Calliphoridae | Calliphorinae                    | Cynomyia Robineau-Desvoidy, 1830         | Cynomyia mortuorum (Linnaeus, 1758)                |
| Calliphoridae | Calliphorinae                    | Onesia Robineau-Desvoidy, 1830           | Onesia austriaca Villneuve,1920                    |
| Calliphoridae | Calliphorinae                    | Onesia Robineau-Desvoidy, 1830           | Onesia kowarzi Villneuve,1922                      |
| Calliphoridae | Calliphorinae                    | Onesia Robineau-Desvoidy, 1830           | Onesia sepuleralis (Meigen, 1826)                  |
| Calliphoridae | Polleniinae                      |                                          |                                                    |
| Calliphoridae | Pollenia Robineau-Desvoidy, 1830 | Pollenia dasypoda, Portschinsky 1881     |                                                    |
| Calliphoridae | Pollenia Robineau-Desvoidy, 1830 | Pollenia intermedia Macquaart, 1835      |                                                    |
| Calliphoridae | Pollenia Robineau-Desvoidy, 1830 | Pollenia rudis (Fabricius, 1786)         |                                                    |
| Calliphoridae | Pollenia Robineau-Desvoidy, 1830 | Pollenia varia (Meigen, 1826)            |                                                    |
| Calliphoridae | Nitellia Robineau-Desvoidy, 1830 | Nitellia atramentaria (Meigen, 1826)     |                                                    |
| Calliphoridae | Nitellia Robineau-Desvoidy, 1830 | Nitellia bulgarica (Jacentkovsky, 1939   |                                                    |
| Calliphoridae | Nitellia Robineau-Desvoidy, 1830 | Nitellia pallida (Rhodendorf, 1926)      |                                                    |
| Calliphoridae | Nitellia Robineau-Desvoidy, 1830 | Nitellia vara (Jacentkovsky, 1936)       |                                                    |
| Calliphoridae | Nitellia Robineau-Desvoidy, 1830 | Nitellia vespillo (Fabricius, 1786)      |                                                    |
| Calliphoridae | III. Phormiinae                  | Phormia Robineau-Desvoidy, 1830          | Phormia regina (Meigen, 1826)                      |
| Calliphoridae | III. Phormiinae                  | Protophormia Townsend, 1908              | Protophormia terraenovae (Robineau-Desvoidy, 1830) |
| Calliphoridae | III. Phormiinae                  | Protocalliphora Hough, 1899              | Protocalliphora azurea (Fallen, 1816)              |
| Calliphoridae | III. Phormiinae                  | Protocalliphora Hough, 1899              | Protocalliphora falcozi (Séguy 1928)               |
| Calliphoridae | IV. Chrysomyiinae                | Achoetandrus Bezzi, 1927                 | Achoetandrus albiceps (Wiedemann, 1819)            |
| Calliphoridae | V. Rhiniinae                     | Rhyneomya Robineau-Desvoidy, 1830        | Rhyneomya eyanescens (Loew, 1844)                  |
| Calliphoridae | V. Rhiniinae                     | Rhyneomya Robineau-Desvoidy, 1830        | Rhyneomya peusi Zumpt, 1956                        |
| Calliphoridae | V. Rhiniinae                     | Rhyneomya Robineau-Desvoidy, 1830        | Rhyneomya speciosa (Loew, 1844)                    |
| Calliphoridae | V. Rhiniinae                     | Stomorhina Rondani, 1861                 | Stomorhina lunata (Fabricius, 1805)                |